# Napuka
Napuka ist ein Atoll des Tuamotu-Archipel in Französisch-Polynesien. Das Atoll gehört zu den Îles du Désappointement, administrativ zur Gemeinde Napuka. Das nächstgelegene Atoll ist Tepoto Nord, 15 km südöstlich entfernt.
Napuka ist 10,5 km lang und 4 km breit. Die Lagune des Atolls bedeckt ca. 18 Quadratkilometer und hat keinen schiffbaren Zugang zum Meer. Sie wird nach Osten flacher.
Napuka nennt man auch "Inseln der Enttäuschung", Pukaroa oder (veraltet: Wytoohee).

## Geschichte
Das Atoll wurde Ende Januar 1521 vermutlich durch Ferdinand Magellan entdeckt, der auf dem Atoll sowie auf dem Nachbaratoll Tepoto Nord kein Wasser für seine Weiterfahrt finden konnte. So erhielten die beiden ariden Eilande ihren europäischen Namen Inseln der Enttäuschung.
Mitte des 19. Jahrhunderts wurde das Atoll von der United States Exploring Expedition unter Charles Wilkes aufgesucht und kartiert. Wilkes nannte die Insel Wytoohee Island.
1977 wurde auf dem Atoll ein Flugfeld fertiggestellt. Der bedeutendste Ort der Insel, die fast ausschließlich von Polynesiern bewohnt wird, ist Tepukamaruia oder auch Te Puka Maru Ia.